# نادي هجر موسم 2013–14
شاركَ نادي هجر في دوري الدرجة الأولى السعودي 2013–14 حيثُ خاض 30 مباراةً نجحَ خلالها في حصدِ 54 نقطة وهو ما مكّنه من احتلالِ المركز الثاني في جدول ترتيب الدوري على بُعدِ نقطةٍ واحدةٍ فقط من نادي الخليج متصدّر الترتيب. نجحَ هجر في العودة سريعًا لدوري المحترفين بعدما كان قد غادرهُ الموسم السابق.

## نظرة عامّة
| المنافسة                   | أول مباراة          | آخر مباراة          | الدور الافتتاحي | المركز النهائي | السجل | السجل | السجل | السجل | السجل | السجل | السجل | السجل   |
| المنافسة                   | أول مباراة          | آخر مباراة          | الدور الافتتاحي | المركز النهائي | لعب   | ف     | ت     | خ     | له    | عليه  | ف.أ.  | الفوز % |
| -------------------------- | ------------------- | ------------------- | --------------- | -------------- | ----- | ----- | ----- | ----- | ----- | ----- | ----- | ------- |
| دوري الدرجة الأولى السعودي | 29 آب/أغسطس 2013    | 04 نيسان/أبريل 2014 | الجولة الأولى   | المركز الثاني  | 30    | 15    | 9     | 6     | 44    | 29    | +15   | 050٫00  |
| كأس الملك                  | 11 شباط/فبراير 2014 | 17 آذار/مارس 2014   | دور الـ 32      | دور الـ 16     | 2     | 1     | 0     | 1     | 3     | 4     | −1    | 050٫00  |
| المجموع                    | المجموع             | المجموع             | المجموع         | المجموع        | 32    | 16    | 9     | 7     | 47    | 33    | +14   | 050٫00  |

آخر تحديث: نهاية الموسم
المصدر: المنافسات

### حصيلة النتائج
| الفريق ╲ الجولة | 1 | 2 | 3 | 4 | 5 | 6 | 7 | 8 | 9 | 10 | 11 | 12 | 13 | 14 | 15 | 16 | 17 | 18 | 19 | 20 | 21 | 22 | 23 | 24 | 25 | 26 | 27 | 28 | 29 | 30 |
| --------------- | - | - | - | - | - | - | - | - | - | -- | -- | -- | -- | -- | -- | -- | -- | -- | -- | -- | -- | -- | -- | -- | -- | -- | -- | -- | -- | -- |
| نادي هجر        | W | W | D | W | D | D | W | L | D | D  | W  | L  | D  | L  | L  | L  | W  | W  | D  | W  | W  | W  | D  | W  | W  | W  | D  | W  | L  | W  |

### ملخص النتائج
| شامل | شامل | شامل | شامل | شامل | شامل | شامل | شامل | على أرضه | على أرضه | على أرضه | على أرضه | على أرضه | على أرضه | خارج أرضه | خارج أرضه | خارج أرضه | خارج أرضه | خارج أرضه | خارج أرضه |
| لعب  | ف    | ت    | خ    | أ.ل  | أ.ع  | ف.أ  | ن    | ف        | ت        | خ        | أ.ل      | أ.ع      | ف.أ      | ف         | ت         | خ         | أ.ل       | أ.ع       | ف.أ       |
| ---- | ---- | ---- | ---- | ---- | ---- | ---- | ---- | -------- | -------- | -------- | -------- | -------- | -------- | --------- | --------- | --------- | --------- | --------- | --------- |
| 30   | 15   | 9    | 6    | 44   | 29   | +15  | 54   | 10       | 2        | 3        | 28       | 15       | +13      | 5         | 7         | 3         | 16        | 14        | +2        |

## الدوري

### معلومات عامّة
بداية الموسم
بدأ هجر موسمهِ الجديد بقوّة حيثُ فازَ في الجولة الافتتاحيّة في أرضيّة ملعبه على نادي الكوكب بهدفٍ نظيفٍ، ثم حقّق في الجولة الثانيّة انتصارًا على نادي الأنصار في المدينة المنورة بهدفٍ نظيفٍ. تعثَّر هجر في الجولة الثالثة أمامَ نادي الخليج بعدما انتهت المباراة بالتعادل السلبي في سيهات، لكنّ النادي الأحسائي عاد سريعًا لسكّة الانتصارات حينما هزم نادي الحزم في ملعب الأمير عبد الله بن جلوي بهدفٍ نظيفٍ مُحقّقًا ثالث انتصارٍ لهُ في الدوري في أربع جولاتٍ لعبها.
سافرَ هجر في الجولة الخامسة إلى مدينةِ الدمام واصطدمَ هناك بنادي الطائي لتنتهي المبارةُ بالتعادل السلبي، ثمّ أعقبها تعادلٌ هو الثاني على التوالي وكان هذه المرّة ضد نادي الدرعية في الأحساء بهدفٍ في كلّ شبكة. انتفض هجر في الجولة السابعة حينما فازَ على نادي أبها في ملعب سلطان بن عبد العزيز بمدينةِ أبها بهدفين نظيفين.
أول سقوطٍ لهجر في الدوري كان في الخامس والعشرين من تشرين الأول/أكتوبر 2013 حينما تمكَّن نادي الرياض من اقتناصِ فوزٍ مهمٍ بهدفين مقابل واحد في آخر اللحظات في الأحساء. حاول هجر تدارك خسارتهِ في الجولة الماضيّة حينما سافرَ في الجولة التاسعة إلى مدينة حفر الباطن لكنّه وجد هناك خصمًا عنيدًا هو نادي الباطن الذي فرضَ تعادلًا سلبيًا على هجر الطامحِ للاقترابِ أكثر من صدارة الترتيب. لم يستفق هجر من سلسلة نتائجه السلبيّة حيثُ تعادل في الجولة العاشرة أمام نادي القادسية بهدفٍ لمثله.
نجحَ هجر في 10 مبارياتٍ لعبها في تحقيقِ الانتصار أربع مرات بينما تعادلَ في خمسة وهُزم في مناسبة واحدة حاصدًا بذلك 17 نقطة من أصل 30 ممكنة وفارضًا نفسهُ أحد المنافسين على صدارة الترتيب رفقة فرقٍ أخرى على غِرار الخليج والوحدة وكذا الطائي.
منتصف الموسم
نجح هجر في كسرِ صيامه عن الفوز والذي امتدّ لثلاث مبارياتٍ حينما فازَ في الجولة الحاديّة عشر على نادي أحد في المدينة المنورة بهدفين مقابل واحد، لكنّه عاد لتضييع النقاط من جديدٍ حينما سقطَ على أرضيّة ميدان أمام نادي الوحدة بهدفٍ نظيفٍ. فشل هجر في التداركِ في الجولة المواليّة واكتفى بالتعادل السلبي في مباراة الدربي التي جمعتهُ بنادي الجيل.
استمرت انتكاسةُ هجر حينما سقط في الجولة الرابعة عشر على أرضيّة ملعبه أمام نادي حطين بهدفينِ مقابل واحد، ثمّ استمرّ مسلسل الهزائم بعد السقوط المدوّي أمام الوطني في ملعب الملك خالد بن عبد العزيز في تبوك بثلاثة أهداف مقابل واحد. سافر النادي الأحسائي صوبَ مدينة السيح وعينهُ على إيقاف نزيفِ النّقاط لكنّهُ تعرض لخسارة هي الثالثة على التوالي هناك أمام نادي الكوكب بـ 2 – 1.
تمكّن هجر أخيرًا من تحقيق الانتصار الذي افتقدهُ منذ خمس جولاتٍ حينَ فاز في الجولة السابعة عشر على نادي الأنصار بهدفين نظيفينِ في الأحساء، ثمّ أعقبها انتصارٌ هو الثاني على التوالي أمام نادي الخليج بـ 3 – 1 في ملعب الأمير عبد الله بن جلوي. عاد هجر بنقطةِ تعادلٍ ثمينةٍ من الرس حينما تعادل سلبيًا أمام الحزم، ثمّ انتصر في الجولة العشرين بهدفين مقابل واحد أمام الطائي الذي كان قد تعادل معهُ سلبًا في مباراة الإيّاب.
تمكّن هجر من تحقيقِ الفوز في أربع مناسبات وتعادل في اثنين مقابل أربع خسارات أخرى ناجحًا بذلك في جمعِ 14 نقطة ومُواصلًا بذلك التنافس على صدارة الترتيب.
نهاية الموسم
زادت معنويّات لاعبي هجر بعد الانتصار الذي حقّقوه على نادي الطائي بنتيجة 2 – 1 وهي نفس النتيجةِ التي فاز بها عل حسابِ نادي الدرعيّة في الرياض. استقبلَ هجر نادي أبها في الأحساء وعينهُ على الخروج بالنقاط الثلاث وهذا ما كان حيثُ تمكّن النادي الأحسائي من سحقِ نظيره الأبهاوي بأربعة أهداف مقابل واحد، لكنّه تعثر في الجولة الثالثة والعشرين حينما تعادلَ أمام نادي الرياض بهدفينِ مقابل هدفين.
سُرعان ما عاد هجر لسكّة الانتصارات حينما تغلّب في مباراة دراماتيكيّة لحسابِ مباريات الجولة الرابعة والعشرين على نادي الباطن بـ 4 – 3، ثمّ أعقبها انتصارٌ مهمٌ خارج الديّار أمام نادي القادسية في الخبر. حملت الجولة السادسة والعشرين هي الأخرى نتائج إيجابيّة للفريق الأحسائي حيثُ حقّق انتصاره الثالث تواليًا في الدوري وكان هذه المرّة على حسابِ نادي أحد بهدفين نظيفين.
تعثر هجر من جديدٍ في الجولة السابعة والعشرين حينما سقطَ في فخّ التعادل أمام نادي الوحدة (2 – 2) في مكة، لكنه عاد للنهوض سريعًا حينما تغلّب على الجيل في مباراة الديربي في الأحساء بهدفينِ مقابل واحد. سقطَ هجر بشكلٍ مفاجئٍ في الجولة ما قبل الأخيرة في الدوري أمام حطين في مدينة الملك فيصل الرياضية بهدفين مقابل واحد لتكون هذه أول خسارة للنادي الأحسائي بعد الأخيرة التي تعودُ للتاسع عشر من كانون الأول/ديسمبر 2013. كانت المباراة الأخيرة في الدوري بمثابة مباراةٍ نهائيّةٍ لهجر ولنوادي أخرى، فهو من ناحيةٍ أولى يُريد حسم لقب الدوري لصالحه أو الحصول على المركز الثاني على الأقل المُؤهِّل للدوري الممتاز ويُنافسه في ذلك نادي الخليج الراغبِ هو الآخر في خطفِ اللقب لخزائنه عدى عن نادي الوحدة الذي يُسيطر على المركز الثالث والراغبِ في الثاني أو حتى الأول. واجه هجر في مباراتهِ الأخيرة هذه نادي الوطني في الأحساء في مباراة قويّة شهدت خمسة أهداف وانتهت بانتصار هجر بـ 3 – 2 ضامنًا بذلك المركز الثاني.
فازَ هجر سبع مباريات وتعادل في اثنين مقابل خسارة واحدة في آخر 10 جولاتٍ لعبها في الدوري وهو ما مكّنه من حصدِ 23 نقطة مُعوّضًا خسائر منتصف الموسم ليضمن بذلك له المركز الثاني المؤهّل لدوري المحترفين.

### قائمة المباريات
جدول الترتيب
في 30 جولة لعبها لحسابِ مباريات دوري الدرجة الأولى موسم 2013–14، تمكّن هجر من جمعِ 54 نقطة بعد فوزهِ في خمسة عشر مباراة وتعادُلهِ في تسعة بينما خسر ستّ مبارياتٍ أخرى. مكّنت هذه النتائج النادي الأحسائي من احتلال المركز الثاني في جدول ترتيب الدوري خلفَ نادي الخليج المتوّج بالطولة بفارقِ نقطةٍ واحدةٍ بعدما حصدَ 55 نقطة.
| المركز | النادي | لعب | فاز | تعادل | خسر | له | عليه | فارق | النقاط | تأهل أو هبط                         |
| ------ | ------ | --- | --- | ----- | --- | -- | ---- | ---- | ------ | ----------------------------------- |
| 1      | الخليج | 30  | 16  | 7     | 7   | 57 | 27   | +30  | 55     | تأهل إلى دوري الدرجة الأولى السعودي |
| 2      | هجر    | 30  | 15  | 9     | 6   | 44 | 29   | +15  | 54     | تأهل إلى دوري الدرجة الأولى السعودي |
| 3      | الوحدة | 30  | 14  | 10    | 6   | 48 | 28   | +20  | 52     |                                     |
| 4      | الطائي | 30  | 12  | 10    | 8   | 35 | 29   | +6   | 46     |                                     |

قائمة المباريات
هذه قائمةٌ بمباريات نادي هجر في دوري الدرجة الأولى موسم 2013–14:
| 29 أغسطس 2013 1 | هجر | 1 – 0 | الكوكب | الأحساء                              |
| 17:00           |     |       |        | الملعب: ملعب الأمير عبد الله بن جلوي |

| 07 سبتمبر 2013 2 | الأنصار | 0 – 1 | هجر | المدينة المنورة                                  |
| 19:30            |         |       |     | الملعب: مدينة الأمير محمد بن عبد العزيز الرياضية |

| 13 سبتمبر 2013 3 | الخليج | 0 – 0 | هجر | سيهات                    |
| 15:30            |        |       |     | الملعب: ملعب نادي الخليج |

| 21 سبتمبر 2013 4 | هجر | 1 – 0 | الحزم | الأحساء                              |
| 18:30            |     |       |       | الملعب: ملعب الأمير عبد الله بن جلوي |

| 27 سبتمبر 2013 5 | الطائي | 0 – 0 | هجر | الدمام                                  |
| 18:00            |        |       |     | الملعب: ملعب الأمير عبد العزيز بن مساعد |

| 03 أكتوبر 2013 6 | هجر | 1 – 1 | الدرعية | الأحساء                              |
| 18:30            |     |       |         | الملعب: ملعب الأمير عبد الله بن جلوي |

| 10 أكتوبر 2013 7 | أبها | 0 – 2 | هجر | أبها                             |
| 19:40            |      |       |     | الملعب: ملعب سلطان بن عبد العزيز |

| 25 أكتوبر 2013 8 | هجر | 1 – 2 | الرياض | الأحساء                              |
| 15:30            |     |       |        | الملعب: ملعب الأمير عبد الله بن جلوي |

| 01 نوفمبر 2013 9 | الباطن | 0 – 0 | هجر | حفر الباطن               |
| 16:00            |        |       |     | الملعب: ملعب نادي الباطن |

| 08 نوفمبر 2013 10 | هجر | 1 – 1 | القادسية | الأحساء                              |
| 16:00             |     |       |          | الملعب: ملعب الأمير عبد الله بن جلوي |

| 16 نوفمبر 2013 11 | أحد | 1 – 2 | هجر | المدينة المنورة                                  |
| 17:00             |     |       |     | الملعب: مدينة الأمير محمد بن عبد العزيز الرياضية |

| 21 نوفمبر 2013 12 | هجر | 0 – 1 | الوحدة | الأحساء                              |
| 20:00             |     |       |        | الملعب: ملعب الأمير عبد الله بن جلوي |

| 29 نوفمبر 2013 13 | الجيل | 0 – 0 | هجر | الأحساء                              |
| 15:30             |       |       |     | الملعب: ملعب الأمير عبد الله بن جلوي |

| 05 ديسمبر 2013 14 | هجر | 1 – 2 | حطين | الأحساء                              |
| 16:00             |     |       |      | الملعب: ملعب الأمير عبد الله بن جلوي |

| 14 ديسمبر 2013 15 | الوطني | 3 – 1 | هجر | تبوك                                  |
| 18:00             |        |       |     | الملعب: ملعب الملك خالد بن عبد العزيز |

| 19 ديسمبر 2013 16 | الكوكب | 2 – 1 | هجر | السيح                    |
| 16:00             |        |       |     | الملعب: ملعب نادي الكوكب |

| 28 ديسمبر 2013 17 | هجر | 2 – 0 | الأنصار | الأحساء                              |
| 19:40             |     |       |         | الملعب: ملعب الأمير عبد الله بن جلوي |

| 01 يناير 2014 18 | هجر | 3 – 1 | الخليج | الأحساء                              |
| 21:00            |     |       |        | الملعب: ملعب الأمير عبد الله بن جلوي |

| 18 يناير 2014 19 | الحزم | 0 – 0 | هجر | الرس                    |
| 16:00            |       |       |     | الملعب: ملعب نادي الحزم |

| 23 يناير 2014 20 | هجر | 2 – 1 | الطائي | الأحساء                              |
| 17:00            |     |       |        | الملعب: ملعب الأمير عبد الله بن جلوي |

| 31 يناير 2014 21 | الدرعية | 1 – 2 | هجر | الرياض                                 |
| 17:00            |         |       |     | الملعب: ملعب الأمير تركي بن عبد العزيز |

| 06 فبراير 2014 22 | هجر | 4 – 1 | أبها | الأحساء                              |
| 17:00             |     |       |      | الملعب: ملعب الأمير عبد الله بن جلوي |

| 14 فبراير 2014 23 | الرياض | 2 – 2 | هجر | الأحساء                              |
| 16:30             |        |       |     | الملعب: ملعب الأمير عبد الله بن جلوي |

| 20 فبراير 2014 24 | هجر | 4 – 3 | الباطن | الأحساء                              |
| 19:00             |     |       |        | الملعب: ملعب الأمير عبد الله بن جلوي |

| 27 فبراير 2014 25 | القادسية | 0 – 2 | هجر | الخبر                                      |
| 18:00             |          |       |     | الملعب: مدينة الأمير سعود بن جلوي الرياضية |

| 06 مارس 2014 26 | هجر | 2 – 0 | أحد | الأحساء                              |
| 16:00           |     |       |     | الملعب: ملعب الأمير عبد الله بن جلوي |

| 13 مارس 2014 27 | الوحدة | 2 – 2 | هجر | مكة                           |
| 19:00           |        |       |     | الملعب: ملعب الملك عبد العزيز |

| 21 مارس 2014 28 | هجر | 2 – 1 | الجيل | الأحساء                              |
| 21:00           |     |       |       | الملعب: ملعب الأمير عبد الله بن جلوي |

| 29 مارس 2014 29 | حطين | 2 – 1 | هجر | جيزان                             |
| 15:20           |      |       |     | الملعب: مدينة الملك فيصل الرياضية |

| 04 أبريل 2014 30 | هجر | 3 – 2 | الوطني | الأحساء                              |
| 17:00            |     |       |        | الملعب: ملعب الأمير عبد الله بن جلوي |

### إحصائيات
- سجّل هجر 44 هدفًا (بمعدل 1.33 في كلّ مباراة) بينما تلقّت شباكه 29 هدفًا (بمعدل 0.96 في كل مباراة).
  - سجّل هجر 28 هدفًا في المباريات التي خاضها على أرضيّة ملعبه بينما تلقَّى 15 هدفًا.
  - سجّل هجر 16 هدفًا خارج دياره وتلقَّى في مقابل ذلك 14 هدفًا.
- خسر هجر ثلاث مبارياتٍ على التوالي، وكان ذلك من الجولة الرابعة عشر حتى الجولة السادسة عشر.
  - حقَّقَ هجر ثلاث انتصاراتٍ على التوالي في مناسبتين، المرة الأولى كانت من الجولة العشرين حتى الجولة الثانية والعشرين، والمرة الثانيّة كانت الجولة الرابعة والعشرين حتى الجولة السادسة والعشرين.
- أكبر انتصارٍ حقّقه نادي هجر في الموسم الكرويّ 2013–14 كان داخل ميدانهِ على حسابِ نادي أبها بأربعة أهداف مقابل واحد في الجولة الثانيّة والعشرين.
  - أكبر خسارةٍ تعرض لها النادي الأحسائي كانت في الجولة الخامسة عشر حينما هُزم في تبوك أمام النادي الوطني بثلاثة أهداف مقابل واحد.

## كأس الملك

### معلومات عامة
شاركَ نادي هجر في كأس خادم الحرمين الشريفين 2014 لكنّه غادره في دور الـ 16. أول مقابلةٍ للنادي الأحسائي في دور الـ 32 كان أمام نادي حطين وقد تمكّن فيها هجر من الفوزِ بهدفينِ نظيفينِ، لكنّه اصطدم بنادي الرائد في دور الـ 16 في ملعب الأمير عبد الله بن جلوي وخسر حينها برباعيّة مقابل واحد مُغادرًا الكأس بذلك.

### قائمة المباريات
هذه هي المبارتينِ التي لعبها نادي هجر في إطار مباريات كأس خادم الحرمين الشريفين.
| 11 فبراير 2014 دور الـ 32 | هجر | 2 – 0 | حطين | الأحساء                              |
| 18:00                     |     |       |      | الملعب: ملعب الأمير عبد الله بن جلوي |

| 17 مارس 2014 دور الـ 16 | هجر | 1 – 4 | الرائد | الأحساء                              |
| 18:00                   |     |       |        | الملعب: ملعب الأمير عبد الله بن جلوي |

### إحصائيات
- خاض نادي هجر مباراتين في مسابقة كأس خادم الحرمين الشريفين، حيثُ فازَ في الأولى بهدفينِ نظيفينِ على حسابِ نادي حطين لكنّه خسر في الدور الـ 16 أمام الرائد برباعيّة مقابل واحد.
  - نجحَ هجر في مباراتينِ في تسجيلِ 3 أهداف (بمعدل 1.5 في كلّ مباراة)، وتلقى في المقابل 4 أهداف (هدفين في كلّ مباراة).

## كأس ولي العهد

### معلومات عامة
شاركَ نادي هجر في كأس وليّ العهد السعودي 2013–14 لكنّه غادره مبكرًا منذُ الدور 32 (وهي بمثابة الجولة الأولى في هذا الكأس) وذلك عقب الخسارة من نادي القادسية بأربعة أهداف مقابل اثنين في المباراة التي أُقيمت على ملعبِ الأمير سعود بن جلوي في مدينة الخبر.

### قائمة المباريات
هذه هي المباراة الوحيدة التي لعبها نادي هجر في إطار مباريات كأس ولي العهد:
| 28 نوفمبر 2013 دور الـ 32 | القادسية | 4 – 2 | هجر | الخبر                                      |
| 16:00                     |          |       |     | الملعب: مدينة الأمير سعود بن جلوي الرياضية |

### إحصائيات
- خاض نادي هجر مباراةً واحدةً في مسابقة كأس وليّ العهد السعودي وخسرها لصالح نادي القادسيّة بأربعة أهداف مقابل اثنين.
  - نجحَ هجر في المباراة الوحيدة التي لعبها في تسجيلِ هدفين لكنه تلقى في المقابل 4 أهداف.